# Khal Drogo
Khal Drogo es un personaje ficticio de la saga de libros Canción de hielo y fuego del escritor George R. R. Martin. Se trata de un jefe bárbaro (llamados en la obra Dothraki) conocido por su fiereza y sus capacidades como guerrero. Pese a que solo es un personaje principal del primer volumen de la saga, Juego de tronos, su importancia radica en que fue el primer esposo de Daenerys Targaryen.
En la adaptación televisiva de HBO, Game of Thrones, el personaje es interpretado por el actor hawaiano Jason Momoa, conocido por protagonizar el remake cinematográfico de Conan el Bárbaro.

## Concepción y diseño
Drogo es presentado en la obra como un guerrero inmisericorde, despiadado y audaz, con una reputación terrible, afirmándose que lidera el mayor khalasar de su tiempo, con unos 40.000 guerreros. Una muestra de su influencia es que ciudades como Pentos le rendían tributo.
Físicamente, Drogo era descrito como un hombre imponente, tanto en estatura como en corpulencia. Lo más característico era una trenza que llevaba a la altura de los muslos, símbolo entre los Dothraki de que no había sido nunca derrotado. Portaba también unas pequeñas campanillas en el pelo que conmemoraban cada victoria que había conseguido.

## Historia

### Antes de la saga
Drogo fue el hijo de Khal Bharbo, lo que lo convirtió en el khalakka (heredero en el idioma dothraki ficticio de la saga) de su padre y de su khalasar (su tribu). A lo largo de la obra se especifica que Drogo es un Khal temido y respetado que ha acumulado grandes conquistas y riquezas durante su gobierno.

### Juego de tronos
Khal Drogo llega junto a su khalasar a la ciudad de Pentos, donde el magíster Illyrio Mopatis ha pactado el matrimonio de la joven princesa Daenerys Targaryen con el propio Drogo. El objetivo de este casamiento es que Drogo le concediera su ejército a Viserys Targaryen, el hermano mayor de Daenerys y pretendiente al Trono de Hierro, con el que conquistar los Siete Reinos.
Pese a que la joven Daenerys quedó impresionada y aterrorizada por el aspecto imponente y frío de su nuevo esposo, lo cierto es que el matrimonio resultó ser sorprendentemente feliz, ya que pese a que Drogo era un guerrero feroz e inmisericorde, con ella demostraba ternura y pasión. Por otro lado, las relaciones con Viserys no eran tan buenas, pues éste despreciaba constantemente la cultura y costumbres de los Dothraki y le insistía al Khal para que le concediera el ejército prometido. Jorah Mormont, un caballero exiliado al servicio de los Targaryen, le intentó explicar al arrogante Viserys que los Dothraki no creían en la compra-venta, y que Drogo consideraba a Daenerys un regalo de Viserys a su persona, y que le devolvería el "favor" cuando estimara oportuno. Esto no bastó para contentar a Viserys, que una noche, borracho, esgrimió una espada en Vaes Dothrak (la ciudad sagrada de los Dothraki) y amenazó a Daenerys con ella. Harto, Drogo vertió oro fundido sobre su cabeza, matando a Viserys.
Drogo y Daenerys llegaron a concebir un hijo, el cual fue proclamado en Vaes Dothrak como «El Semental que Montará el Mundo», un Dothraki que llevará a sus jinetes a los confines del mundo y conquistará todo aquello que encuentre; Daenerys decidió ponerle el nombre de Rhaego. En un principio, Daenerys le insistió a Drogo en que marchara a Poniente para tomar el Trono de Hierro, pero Drogo rehusaba, por el ancestral temor de los Dothraki al mar. Sin embargo, después de que Daenerys sufriera un intento de asesinato a manos de un envenenador enviado por el rey Robert Baratheon, Drogo decidió regalarle el Trono de Hierro a su esposa y a su hijo nonato, decidiendo marchar sobre Poniente.
Drogo y su khalasar se dedican a tomar las tierras al sur del Mar Dothraki, en la zona de Lhazar. Allí, el khalasar de Drogo se enfrenta al de Khal Ogo. Pese a que Drogo y sus guerreros salieron triunfantes, Drogo quedó malherido. A Daenerys le preocupaba la herida de su esposo, de modo que le pidió a una maegi (bruja) llamada Mirri Maz Duur que tratara a Drogo. Pero pese a los cuidados de la mujer, Drogo siguió empeorando y pronto cayó de su caballo, símbolo para los Dothraki de que ya no podía seguir liderándolos. 
Hallándose su marido al borde de la muerte, Daenerys le pidió a la maegi que sanara a su esposo a cambio de la vida de su hijo nonato. Tras un ritual con magia de sangre, Daenerys descubre que ha perdido al niño que esperaba y a Drogo en estado catatónico. Mirri Maz Duur le cuenta que todo es una venganza contra ella y su esposo por haber destruido su pueblo. Incapaz de devolver a la normalidad a su marido, y de verlo en ese estado, Daenerys asesina a Drogo asfixiándolo con una almohada. Daenerys construye entonces una pira para el cadáver de Drogo, donde ata a la maegi y coloca sus tres huevos de dragón, después ella misma se arroja a la pira. Cuando las llamas se apagaron, Daenerys surgió ilesa junto a tres pequeños dragones que eclosionaron de los huevos; uno de ellos recibió el nombre de Drogon, en honor a su difunto esposo.

## Adaptación televisiva

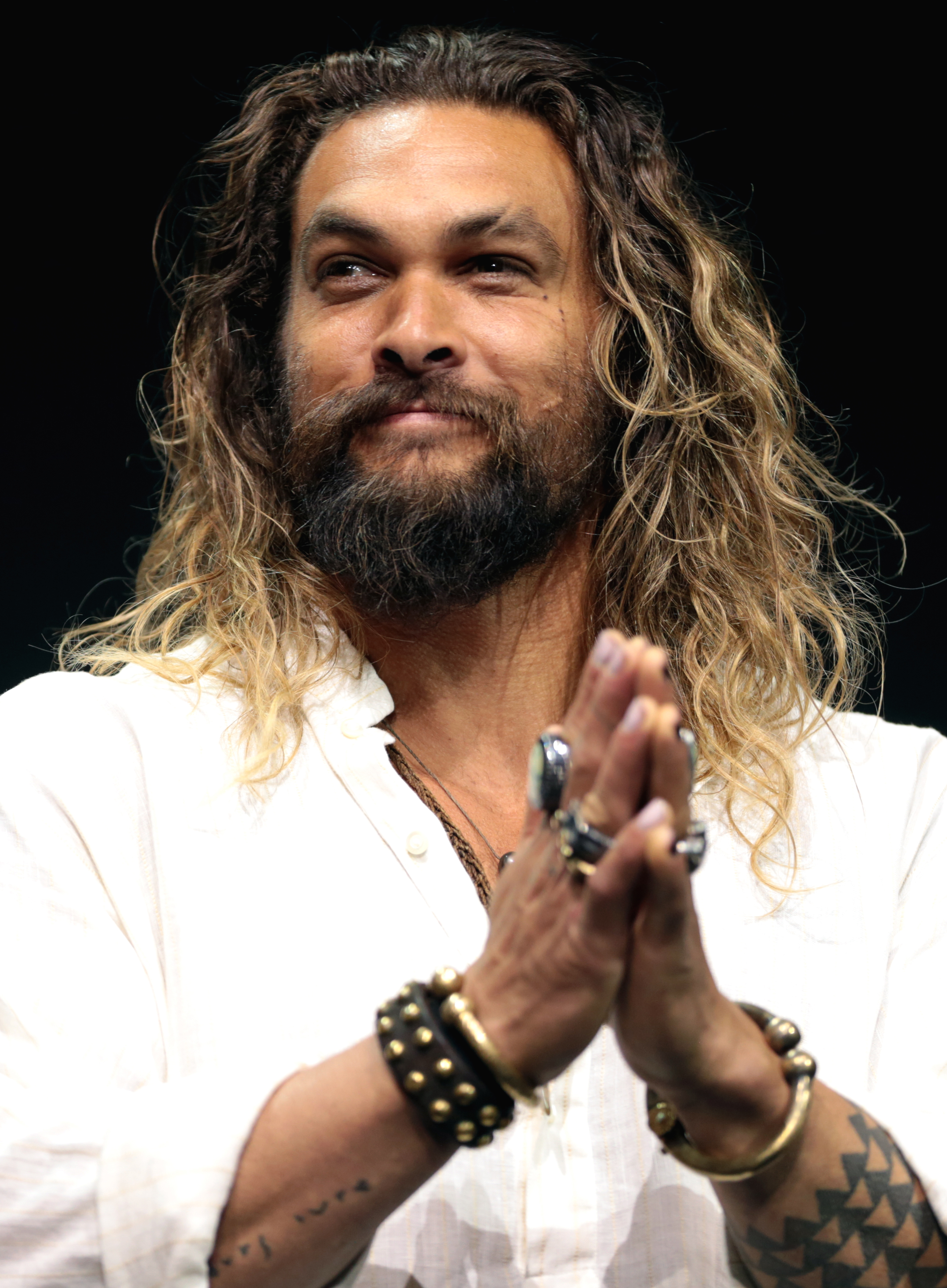
Jason Momoa interpreta a Drogo, khal de los Dothraki

El personaje de Drogo fue llevado a la serie protagonizado por el actor Jason Momoa, el cual consiguió el papel después de interpretar en la audición la célebre haka neozelandesa.
En la serie de HBO se mantuvo la esencia e historias del personaje literario, con apenas unos cambios breves respecto a la obra original de Martin. Uno de ellos es que Drogo no fallece de las heridas recibidas en la lucha contra otro Khal de los Dothraki, sino en un enfrentamiento contra un Dothraki que se rebela contra su autoridad.
Tras el final de la primera temporada, el actor Jason Momoa lamentó la prematura muerte de su personaje, e incluso insultó en tono de broma a George R.R. Martin por esto.